# Xgl
Xgl — Х серверна архітектура, розроблена Девідом Ревеменом (David Reveman), як надбудова для відкритої графічної бібліотеки OpenGL, яка реалізується за допомогою бібліотеки Glitz. Це дозволяє сучасним відео адаптерам завдяки своїм OpenGL драйверам використовувати апаратне прискорення всіх Х серверів, OpenGL та XVideo застосунків.

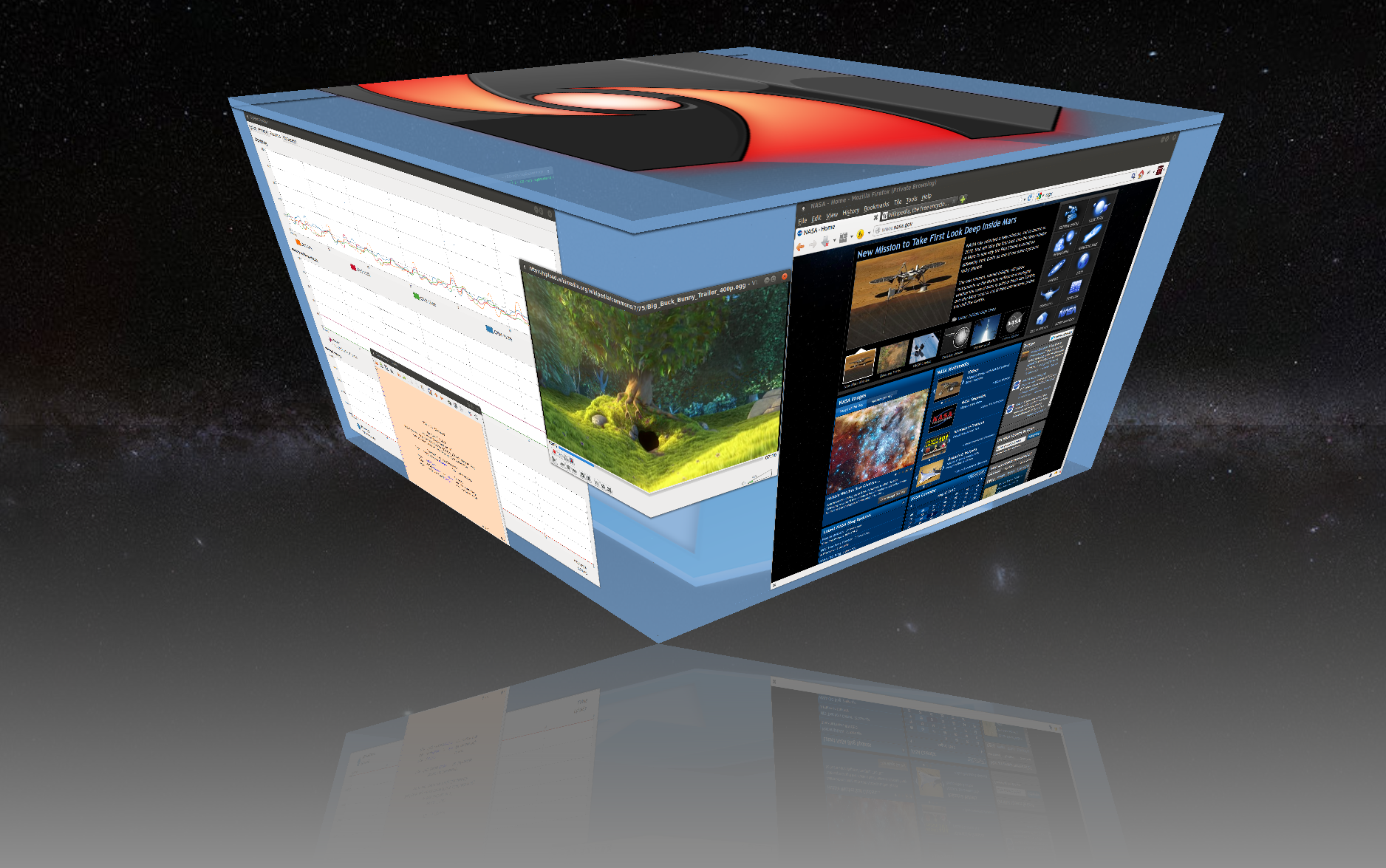
Знімок екрану, який демонструє можливості Xgl

## Історія
Як і в січні 2006, Xgl поки що знаходиться на ранній стадії свого розвитку, і за словами її розробників, «їй ще не вистачає багатьох необхідних можливостей». З ряду причин , чимало роботи (виправлення помилок тощо) було зроблено за закритими дверима, і вихідний код проекту було відкрито лише у січні 2006 року  [Архівовано 21 квітня 2006 у Wayback Machine.]  [Архівовано 5 березня 2006 у Wayback Machine.], і включено до freedesktop.org разом із головною реструктуризацією проекту, для того, щоб сприяти збільшенню підтримуваних драйверів для відео адаптерів.